# Iuri Klímov
Iuri Klímov (rus: Юрий Михайлович Климов)  (Siktivkar, 22 de juliol de 1940 - 17 d'octubre de 2022) és un ex-jugador d'handbol rus que va competir sota bandera soviètica durant les dècades de 1960 i 1970.
El 1972 va prendre part en els Jocs Olímpics de Múnic, on fou cinquè en la competició d'handbol. Quatre anys més tard, a Mont-real, guanyà la medalla d'or en la mateixa competició.
En el seu palmarès també destaca una medalla de plata al Campionat del món d'handbol de 1978. Amb la selecció soviètica jugà un total de 173 partits en què marcà 423 gols. A nivell de clubs jugà al MAI Moscou, amb qui guanyà la lliga soviètica de 1965, 1968, 1970, 1971, 1972, 1974 i 1975, la Copa soviètica de 1977, la Copa d'Europa de 1973 i la Recopa d'Europa de 1977.
A partir de 1979 exercí d'entrenador en diferents equips, entre els quals destaca la selecció soviètica o l'iraniana.